# Semenrê
Semenrê est un roi de la XVIe dynastie. Il a régné de 1601 à 1600 avant J.-C. selon Kim Ryholt ou environ 1580 avant J.-C. selon Detlef Franke.

## Attestations
Pour ce souverain, seul le nom de Nesout-bity est connu, gravé sur une tête de hache en étain-bronze de provenance inconnue, aujourd'hui au Musée Petrie de Londres (UC30079). Il est peut-être aussi inscrit sur le Canon royal de Turin (12.7),.